# Révész Sámuel (mérnök)
Révész Sámuel, Révész Samu (Tata-Tóváros, 1852. – Budafok, 1928. február 19.) magyar államvasúti főmérnök.

## Életútja
Fischer Jakab és Pollák Terézia fiaként született. A gimnáziumot Esztergomban és Pesten, műegyetemi tanulmányait 1872-től a budapesti Királyi József Műegyetemen és Münchenben végezte. A Magyar Államvasutak főmérnöke volt Budapesten. Fischer családi nevét 1877-ben változtatta Révészre.
Cikkei a Magyar Nyelvőrben (1878. A hegynevekről, A völgyek neveiről, 1883. Szádfal); a Természettudom. Közlönyben (1879. A piemonti Liguria csontbarlangjában talált legujabb leletekről stb.); a Magyar Mérnök- és Építész-egylet Közlönyében (1880. Vízműtani műszók, Vasuti műszók, 1881. Műkifejezések stb. 1886. januártól 1888. decemberig a folyóirat munkatársa).
A Magyar Mérnök-Egylet Közlönyét is szerkesztette.

## Magánélete
Felesége Singer Hermin (1868–1945) volt.

## Munkái
- A föld. A földgömb életjelenségeinek leírása. Irta Reclus Elisée. Az eredeti 4. kiadás után ford. Királyi Pál és Révész S. Az eredetivel összehasonlította Hunfalvy János. Budapest, 1880. Két kötet. (I. kötet 25 műlappal és 253 ábrával, II. k. műlappal és 217 szövegábrával. A kir. m. természettudományi társulat Könyvkiadó-Vállalata 16., 17. kötet.)
- Vasuti szótár. Két kötetben három rész. Magyar-német-franczia és német-magyar-franczia rész. Uo. 1885-86, (Ism. Bud. Szemle XlII. 1885.)